# Oplopomus oplopomus
Oplopomus oplopomus là một loài cá biển thuộc chi Oplopomus trong họ Cá bống trắng. Loài cá này được mô tả lần đầu tiên vào năm 1837.

## Từ nguyên
Từ định danh oplopomus được ghép bởi hai âm tiết trong tiếng Hy Lạp cổ đại: [h]óplon (ὅπλον; "mang vũ khí") và póma (πώμα; "nắp đậy"), hàm ý đề cập đến các ngạnh nhỏ ở rìa trước nắp mang của loài này.

## Phân bố và môi trường sống
O. oplopomus có phân bố trải dài trên Ấn Độ Dương - Thái Bình Dương, gồm cả Biển Đỏ và vịnh Ba Tư, từ Đông Phi về phía đông đến quần đảo Line và quần đảo Société, giới hạn phía bắc đến miền nam Nhật Bản, phía nam đến bờ bắc Úc và Nouvelle-Calédonie.
O. oplopomus sống trên nền đáy mềm (bùn, cát), được tìm thấy trong các đầm phá, vũng vịnh và rạn san hô, độ sâu đến ít nhất 75 m.

## Mô tả
Chiều dài cơ thể lớn nhất được ghi nhận ở O. oplopomus là 10 cm. Đầu và thân có màu trắng xám, lốm đốm trắng bạc đến xanh lam nhạt cùng các vạch ngắn tương tự ở hai bên đầu (màu xanh sáng nổi bật ở cá đực). Các chấm xanh óng rải rác khắp cơ thể. Có 5 đốm nâu sẫm đến vàng nâu dọc theo chiều dài giữa thân. Đốm đen mờ trên nắp mang, và thường có một đốm khác ngay sau đỉnh gốc vây ngực. Vây lưng và vây hậu môn có các sọc màu lam, đỏ và vàng, nổi bật nhất ở cá đực. Vây đuôi có các sọc vàng đến đỏ ở giữa.
Số gai vây lưng: 7 (gai thứ tư và thứ năm vươn dài ở cá đực); Số tia vây lưng: 9–10; Số gai vây hậu môn: 1; Số tia vây hậu môn: 10; Số gai vây bụng: 1; Số tia vây bụng: 5; Số tia vây ngực: 18–19.

## Thương mại
O. oplopomus được bán trong ngành kinh doanh cá cảnh.